# Litofit

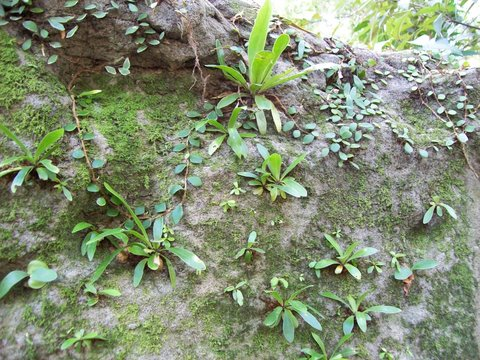
Litofity na skale koło Sydney w Australii

Litofit, roślina naskalna (gr. líthos – kamień, phytón – roślina) – roślina, glon lub porost, rosnące na skałach (także na murach). Pierwszymi kolonistami skał są glony i porosty. Działając na skały destrukcyjnie za pomocą substancji chemicznych i mechanicznie za pomocą plech, powodują powstawanie zwietrzeliny skalnej, szczelin i niewielkich zasobów próchnicy. To umożliwia kolonizację skał przez mszaki i rośliny naczyniowe. 
Litofity w zależności od sposobu zasiedlania skał dzieli się na następujące grupy:
- egzolitofity, epilitofity – zasiedlające powierzchnię skał (gł. glony i porosty),
- ryzolitofity – wnikające w powierzchniową warstwę skały,
- endolitofity – wrastające w szczeliny we wnętrzu skał,
- chomofity – korzystające z warstewki gleby na powierzchni skały,
- chasmofity – korzystające z gleby powstającej w szczelinach skały.